# Patty Loveless
Pour les articles homonymes, voir Loveless.
 (mai 2025).
Patty Loveless, née le 4 janvier 1957 à Pikeville (Kentucky), est une chanteuse de Bluegrass et musique country américaine.

## Discographie
- 1987 : Patty Loveless
- 1988 : If My Heart Had Windows
- 1988 : Honky Tonk Angel
- 1990 : On Down the Line
- 1991 : Up Against My Heart
- 1993 : Only What I Feel
- 1994 : When Fallen Angels Fly
- 1996 : The Trouble with the Truth
- 1997 : Long Stretch of Lonesome
- 2000 : Strong Heart
- 2001 : Mountain Soul
- 2002 : Bluegrass & White Snow: A Mountain Christmas
- 2003 : On Your Way Home
- 2005 : Dreamin' My Dreams
- 2008 : Sleepless Nights
- 2009 : Mountain Soul II

### Compilations
- 1993 : Greatest Hits
- 1999 : Classics
- 2000 : 20th Century Masters: The Millennium best of Patty Loveless
- 2005 : The Definitive Collection
- 2006 : The Patty Loveless Collection
- 2007 : 16 Biggest Hits
- 2008 : Super Hits
- 2011 : ICON